# Station F
Station F — кампус стартапов, открытый 29 июня 2017 года, площадью более 34 000 квадратных метров, расположенный в Галле Фрейссинет в Париже. Он был создан Ксавье Нилом и направлен Роксанной Варзой. Это самый большой стартап кампус в мире.

## Кампус
Кампус Station F занимает площадь 34 000 м². На нём размещены более 3000 рабочих станций, рынок, 26 международных программ поддержки и ускорения, места для проведения мероприятий и несколько мест для приёма пищи. В здании есть конференц-залы, ресторан, три бара и зрительный зал на 370 мест. В инкубаторе также присутствуют услуги, необходимые для функционирования стартапов: инвестиционные фонды, выдающаяся лаборатория, 3D-принтеры и государственные службы.
Кампус является партнером различных школ, таких как HEC Paris, лучшая европейская бизнес-школа.